# Trek Bicycle Corporation
 (avril 2023).
Si vous disposez d'ouvrages ou d'articles de référence ou si vous connaissez des sites web de qualité traitant du thème abordé ici, merci de compléter l'article en donnant les références utiles à sa vérifiabilité et en les liant à la section « Notes et références ».
Pour les articles ayant des titres homophones, voir Trec, TREC et Trec'h.
Pour les articles homonymes, voir Trek.
La Trek Bicycle Corporation est une entreprise américaine produisant des vélos haut de gamme et de compétition ainsi que des composants de vélos et du matériel d'équipement cycliste. Fortement investie dans les plus grandes épreuves cyclistes mondiales, dont le triathlon Ironman ou le tour de France, la société a été impliquée dans l'affaire Lance Armstrong.
L'entreprise commercialise ses produits sous les marques Trek, Gary Fisher, Bontrager, Klein et LeMond Racing Cycles, à travers un réseau de plus de 1700 marchands de vélos indépendants aux États-Unis et au Canada, ainsi qu'en Europe et en Asie. Trek est basée à Waterloo, dans le Wisconsin. Aux États-Unis, l'assemblage des vélos a lieu à Whitewater, tandis que la majeure partie des composants et des cadres sont fabriqués au Japon.

## Histoire

### 1975-1979, les premières années
En décembre 1975, Richard Burke et Biseau Hogg créent « Trek Bicycle » et en font une filiale de Roth Corporation, un distributeur de vélos basé à Milwaukee. Le nom Trek vient du mot afrikaans signifiant « voyage ». Début 1976, Trek commence la fabrication de cadres en acier à Waterloo, et vise le milieu et le haut de gamme du marché, à l'époque dominé par les Japonais et les Italiens. Trek construit près de 900 cadres sur mesure cette première année, coûtant chacun un peu moins de 200 $. Fin 1976, Trek devient une entreprise indépendante. En 1977, l'entreprise ouvre sa première boutique de distribution, Penn Cycle, à Bloomington dans l'Indiana.

### 1980-1984, Trek s'affirme sur le marché
Néanmoins, sans usine de fabrication à grande échelle, les ventes plafonnent à la fin des années 1970. En seulement quelques années, Trek avait dépassé les capacités de production de la « grange rouge », une ancienne usine de fabrication de tapis. Face à son besoin d'expansion, en 1980, Trek déménage ses locaux et implante son nouveau siège social de 2 400 m2 dans la banlieue de Waterloo. Le cofondateur de l'entreprise, Dick Burke, a raconté plus tard que « Trek est vraiment devenu une entreprise avec la création de ces locaux ». Avec une plus grande usine, Trek élargit ses activités de fabrication afin de proposer des vélos complets. En 1982, Trek entre sur le marché des vélos de route en acier. En 1983, Trek construit son premier vélo tout terrain (VTT). En 1984, Trek se lance sur le marché des pièces détachées et accessoires pour vélo, et ouvre pour cela un nouveau département, le « Trek Components Group » (TCG).

### 1985-1991
En 1985, utilisant les avancées de l'industrie spatiale, Trek lance son premier cadre en aluminium. L'introduction de l'aluminium dans la ligne de production de Trek s'est avérée très problématique pour une société qui s'était construite sur le modèle de la fabrication à la main de cadres en acier. Les avancées technologiques de la firme stagnent, le temps pour Trek de comprendre comment construire des vélos en aluminium dans son environnement de production. Un an plus tard, lance un modèle en fibre de carbone. Cela marque le début de la conception de cadres en fibre de carbone chez Trek. Cette même année, afin de faire face à des ventes qui n'ont jamais été aussi importantes, Trek construit une autre usine de 7 000 m2, toujours à Waterloo. En 1988, Trek introduit « Trek Wear », marquant l'entrée de l'entreprise dans le marché du vêtement de cyclisme. Un an plus tard Trek se lance sur les marchés étrangers, avec l'ouverture de bureaux au Royaume-Uni et en Allemagne. 
1989 a été une année charnière pour Trek. C'est cette année que l'entreprise a dévoilé son premier châssis moulé en fibre de carbone, le Trek 5000. Le jeu de cadres 5000 (cadre en carbone monocoque) avait un poids annoncé de 1,5 kg. Conçu par Trek, mais construit par un fabricant tiers, le 5000 a souffert de problèmes de qualité et a donc été interrompu après seulement un an de commercialisation.
En 1990, Trek développe une nouvelle catégorie de vélo qui associe les caractéristiques de confort d'un vélo de montagne avec la rapidité d'un vélo de route : les MultiTracks, première ligne de vélos hybrides, étaient nés. En 1991, Trek ouvre son premier réseau de magasin dans les environs de Madison, au Wisconsin.

### 1992-1996, l'expansion
Au début des années 1990, le directeur du département technologie de Trek, Bob Read, assiste à une démonstration de l'industrie aérospatiale, à Salt Lake City, avec l'idée de rencontrer les dirigeants d'une société appelée Radius Engineering. Cette visite a convaincu Read que le succès futur de Trek dépendait de la conception de cadres en fibre de carbone, un matériau que l'entreprise pourrait utiliser pour créer le cadre le plus léger et le plus fort jamais conçu. Après l'introduction ratée du 5000, Trek a lourdement investi dans la fabrication de fibre de carbone maison. En 1992, Trek dévoile sa première gamme adulte tout carbone, les 5500 et 5200, mettant en vedette les cadres en carbone OCLV. OCLV signifie « Optimum Compaction, Low Void » et renvoie aux capacités exclusives de Trek pour créer des cadres en carbone qui dépassent les normes de l'aérospatiale. Pesant seulement 1,11 kg, le cadre 5500 a été le cadre route le plus léger du monde à sa sortie. Pour faire de la place à son usine de fabrication de nouveaux cadres OCLV, Trek élargit encore son siège de Waterloo, et porte la superficie totale des locaux à 13 000 m2. 
Dans la foulée du succès des 5200 et 5500, Trek lance en 1993 son premier VTT en carbone OCLV, le 9900, qui pesait 1,29 kg, ce qui en faisait le cadre de VTT le plus léger du monde. En 1993, Trek rachète Gary Fisher Bicycles, du nom de l'un des inventeurs du VTT et l'un des noms les plus populaires dans le VTT. 
En 1995, Trek secoue le monde du vélo en introduisant son vélo tout suspendu "Y", qui est un changement radical dans la conception traditionnelle des vélos. Bien que n'étant pas un très bon modèle, le "Y" s'est bien vendu, et a même remporté un « Outstanding Design and Engineering Award » de la part du magazine Popular Mechanics. Cette même année, Trek cherche à diversifier son offre de produits, et fait l'acquisition de Klein Bicycles, un fabricant de cadres en aluminium haut de gamme, ainsi que Bontrager Cycles, un fabricant de composants de vélos et de cadres en acier faits-mains. Trek signe également un accord de licence à long terme avec Greg LeMond, triple vainqueur du Tour de France et premier Américain à remporter le Tour, afin de concevoir, fabriquer et distribuer des vélos LeMond Racing.
En 1996, Trek scinde sa division remise en forme pour créer une nouvelle entreprise indépendante, baptisée Vision Fitness.

### 1997-2005, les années Armstrong
En 1997, Trek aide le champion du monde de cyclisme sur route (1993) Lance Armstrong, qui revient de convalescence après s'être fait soigner d'un cancer des testicules, pour intégrer l'équipe United States Postal Service. Armstrong remporte son premier Tour de France en 1999 sur un Trek 5500, devenant le premier Américain à remporter le Tour dans une équipe américaine équipé d'une marque de vélo américaine. Armstrong a remporté chacun de ses sept Tours sur un vélo Trek.
En 1998, Trek crée le département « Advanced Components Group » (ACG), composé d'ingénieurs et de techniciens dédiés au développement technologique des vélos de la marque. Ils cherchent à améliorer la conception et l'ingénierie des vélos Trek. ACG est peut-être plus connu pour être à l'origine d'un certain nombre de produits introduits et utilisés par Lance Armstrong lors de son « septennat », notamment le Madone (2003) (du nom du col de la Madone), et le TTX, un vélo de contre-la-montre (2005). Cette même année 1998, Trek ouvre sa première usine de fabrication en Europe, pour y assembler les cadres et les roues, à Carlow, en Irlande. L'usine de Carlow est restée ouverte jusqu'à la fin de 2004, date à laquelle Trek a transféré sa production européenne à son usine de Hartmannsdorf, en Allemagne.
Dans un but d'expansion vers un nouveau marché, Trek lance Trek Travel en décembre 2002, un prestataire de vacances de luxe à vélo en Europe et en Amérique du Nord. Trek Travel est exploitée comme une filiale et propriété exclusive de l'entreprise Trek Bicycle jusqu'en janvier 2007, date à laquelle Trek a cédé ses intérêts dans la société. Malgré la division, Trek et Trek Travel entretiennent d'étroites relations de travail et poursuivent plusieurs partenariats.
En 2003, Trek acquiert Villiger, un constructeur de vélos suisse, et Diamant, la plus ancienne entreprise de vélo en Allemagne. L'acquisition offre à Trek l'occasion de s'immiscer sur le marché de la randonnée à vélo, un marché assez important en Europe. Grâce à l'acquisition, Trek devient propriétaire de l'usine de production de Villiger-Diamant à Hartmannsdorf. L'expansion mondiale de Trek s'est poursuivie jusqu'en 2005, avec l'ouverture de deux magasins à Pékin et la signature d'accords de distribution avec vingt distributeurs chinois.
Pour la troisième fois de son histoire, Trek élargit de nouveau son siège mondial à Waterloo (Wisconsin), en 2005, en créant 4 000 m2 de locaux supplémentaires, principalement utilisés par l'ingénierie en plein essor, la R & D et la mercatique. Un musée a également été créé dans les locaux de l'entreprise, où sont exposés plusieurs vélos qui ont marqué l'histoire de Trek, dont l'un des tout premiers VTT construits par Gary Fisher, et sept vélos utilisés par Lance Armstrong lors de ses sept Tours de France (un pour chaque année de 1999 à 2005).

### 2006 à aujourd'hui
L'année 2007 consacre les efforts entrepris par Trek pour la démocratisation du vélo. Après des années de soutien à la Ligue des cyclistes américains et à la Bikes Belong Coalition, Trek lance sa campagne « 1 World 2 Wheels » lors de son congrès mondial annuel à Madison dans le Wisconsin. La campagne « Go By Bike » est au centre du dispositif « 1 World 2 Wheels », puisqu'elle incite les Américains à faire du vélo au lieu de prendre leur voiture pour les déplacements de moins de 3 km. Trek s'est également engagée à hauteur d'un million de dollars dans le financement du programme « Bicycle Friendly Community » de la Ligue des cyclistes américains. En avril 2008, après des années de tensions croissantes avec Greg LeMond, Trek dépose une requête en Cour fédérale pour casser le contrat la liant avec l'ancien coureur, invoquant de multiples violations de contrat. Le 20 mars de la même année, LeMond avait présenté ses arguments contre Trek. Le litige est en instance devant le tribunal de district du Minnesota.
En 2009, Trek devient le partenaire principal du TEAM TREK WORLD RACING. Il s'agit de l'équipe officielle Trek pour les compétitions de VTT. Ils sont présents sur les coupes du monde et championnats du monde.  L'équipe se compose de 3 pilotes en XCO (cross country) et de 4 pilotes de DHI (descente). On y retrouve entre autres la championne du monde 2010 Tracy Moseley, le vice-champion du monde 2010 Neko Mulally ainsi que Justin Leov et Aaron Gwin.
Trek devient l'un des principaux sponsor de l'équipe de cyclisme sur route luxembourgeoise Team Leopard-Trek.
Début octobre 2020, l'équipe cycliste Trek-Segafredo suspend Quinn Simmons en raison de tweets de ce dernier favorables à Donald Trump et « potentiellement imprégnés de racisme ». Selon Libération, Trek Bicycle Corporation, sponsor principal, avait soutenu cette même année, les valeurs du mouvement Black Lives Matter et les clauses des contrats prévoient la promotion de l’image ou des valeurs de la société sponsor. L'entreprise avait annoncé la création de 1 000 emplois pour les « personnes racisées » et le soutien financier à divers projets d’inclusion ou de lutte contre le racisme.